# Onychocellidae
Onychocellidae zijn een familie van mosdiertjes (Bryozoa) uit de orde van de Cheilostomatida. De wetenschappelijke naam ervan is in 1882 voor het eerst geldig gepubliceerd door Jules Jullien.

## Geslachten
- Chondriovelum Hayward & Thorpe, 1988
- Floridina Jullien, 1881
- Floridinella Canu & Bassler, 1917
- Onychocella Jullien, 1882
- Rectonychocella Canu & Bassler, 1917
- Smittipora Jullien, 1882